# Championnat du Ghana de football 1984
Navigation
Saison précédente Saison suivante
La saison 1984 du Championnat du Ghana de football est la vingt-sixième édition de la première division au Ghana, la Premier League. Elle regroupe, sous forme d'une poule unique, les douze meilleures équipes du pays qui se rencontrent deux fois, à domicile et à l'extérieur. En fin de saison, les deux derniers du classement sont relégués et remplacés par les deux meilleures formations de deuxième division.
C'est le club d'Hearts of Oak SC qui remporte le championnat cette saison après avoir terminé en tête du classement final, avec trois points d'avance sur un duo composé d'Eleven Wise et de Real Tamale United. C'est le douzième titre de champion du Ghana de l'histoire du club. 
Le club de Neoplan Star est exclu du championnat à la suite d'une requête du club de D2, Bolgatanga Upper United, qui aurait retardé le démarrage de la compétition.

## Les clubs participants
| - Hearts of Oak SC - Asante Kotoko - Bofoakwa Tano FC - Great Olympics - Real Tamale United - Venomous Vipers - Promu de D2 | - Eleven Wise - Neoplan Star - Promu de D2 - Sekondi Hasaacas - Cornerstones Kumasi - Brong Ahafo United - Okwahu United |

## Compétition
Le barème de points servant à établir les classements se décompose ainsi :
- Victoire : 2 points
- Match nul : 1 point
- Défaite : 0 point

### Première phase
| Rang | Équipe              | Pts | J  | G  | N | P  | Bp | Bc | Diff |
| ---- | ------------------- | --- | -- | -- | - | -- | -- | -- | ---- |
| 1    | Hearts of Oak SC    | 28  | 20 | 13 | 2 | 5  | 28 | 10 | +18  |
| 2    | Eleven Wise         | 25  | 20 | 9  | 7 | 4  | 23 | 8  | +15  |
| 3    | Real Tamale United  | 25  | 20 | 10 | 5 | 5  | 25 | 11 | +14  |
| 4    | Asante Kotoko'T'C   | 24  | 20 | 9  | 6 | 5  | 24 | 18 | +6   |
| 5    | Great Olympics      | 22  | 20 | 7  | 8 | 5  | 27 | 22 | +5   |
| 6    | Sekondi Hasaacas    | 20  | 19 | 7  | 6 | 6  | 15 | 16 | -1   |
| 7    | Brong Ahafo United  | 20  | 20 | 7  | 6 | 7  | 22 | 23 | -1   |
| 8    | Okwahu United       | 18  | 20 | 7  | 4 | 9  | 12 | 19 | -7   |
| 9    | Cornerstones Kumasi | 17  | 20 | 6  | 5 | 9  | 18 | 26 | -8   |
| 10   | Bofoakwa Tano FC    | 12  | 20 | 3  | 6 | 11 | 10 | 25 | -15  |
| 11   | Venomous VipersP    | 7   | 19 | 2  | 3 | 14 | 6  | 30 | -24  |
| 12   | Neoplan Star exclu  |     |    |    |   |    |    |    |      |

|  | Qualification pour la Coupe des clubs champions africains 1985                        |
|  | Qualification pour la Coupe des Coupes 1985                                           |
|  | Qualification pour la Coupe de l'UFOA 1985                                            |
|  | Relégation directe en deuxième division                                               |
|  | T : Tenant du titre C : Vainqueur de la Coupe du Ghana P : Promu de deuxième division |

- La rencontre entre Venomous Vipers et Sekondi Hasaacas n'a jamais été disputée.

## Bilan de la saison
| Championnat du Ghana de football 1983-1984 |                              |
| Champion                                   | Hearts of Oak SC (12e titre) |
| Coupes et trophées                         |                              |
| Vainqueur de la Coupe du Ghana 1983-1984   | Asante Kotoko                |
| Qualifications continentales               |                              |
| Coupe des clubs champions africains 1985   | Hearts of Oak SC             |
| Coupe des Coupes 1985                      | Asante Kotoko                |
| Coupe de l'UFOA 1985                       | Eleven Wise                  |
| Promotions et relégations                  |                              |
| Promus en Premier League                   | Arnold Warriors FC           |
| Promus en Premier League                   | Boye Sowahs Zebi             |
| Relégués en Second League                  | Venomous Vipers              |
| Relégués en Second League                  | Neoplan Star                 |